# Algoritmo de Bresenham

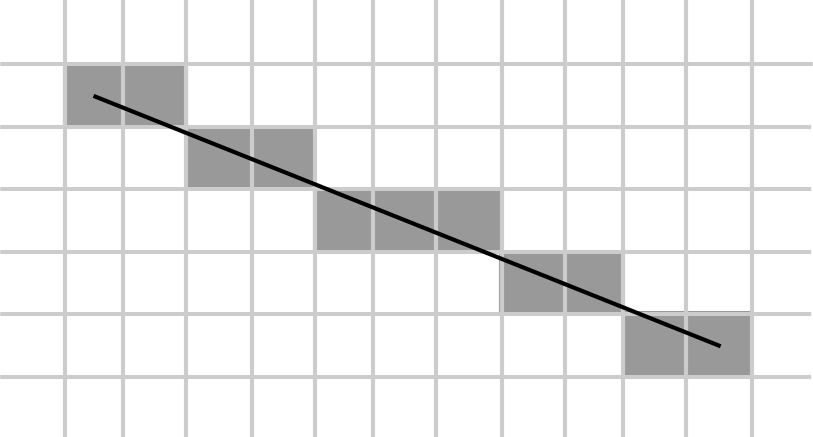
Ilustração do resultado do algoritmo de Bresenham para atender a declinação de 22 graus.

O algoritmo de Bresenham — em homenagem a Jack Elton Bresenham — é um algoritmo criado para o desenho de linhas, em dispositivos matriciais (como por exemplo, um monitor), que permite determinar quais os pontos numa matriz de base quadriculada que devem ser destacados para atender o grau de inclinação de um ângulo.
O algoritmo de Bresenham foi estendido para produzir círculos, elipses, curvas de bézier quadráticas e cúbicas, assim como versões nativas antiserrilhadas delas.